# Aloe argyrostachys
Aloe argyrostachys är en grästrädsväxtart som beskrevs av Lavranos, Rakouth och T.A.Mccoy. Aloe argyrostachys ingår i släktet Aloe och familjen grästrädsväxter.
Artens utbredningsområde är Madagaskar. Inga underarter finns listade i Catalogue of Life.